# ادواردزویل (کانزاس)
ادواردزویل (به انگلیسی: Edwardsville) شهری در ایالت کانزاس کشور ایالات متحده آمریکا است که جمعیت آن در سرشماری سال ۲۰۱۰ میلادی، ۴٬۳۴۰ نفر بوده‌است.